# Biatló als Jocs Olímpics d'hivern de 2018
Als Jocs Olímpics d'Hivern de 2018, que se celebraren a la ciutat de Pyeongchang (Corea del Sud), es disputaren onze proves de biatló, cinc en categoria masculina, cinc en categoria femenina i una de mixta. Les proves se celebraran entre el 9 i el 25 de febrer de 2018 al Centre de biatló d'Alpensia.

## Horari de competició
Aquest és el calendari de les proves.
 Tots els horaris són en (UTC+9).
| Data         | Hora        | Prova                                  |
| ------------ | ----------- | -------------------------------------- |
| 10 de febrer | 20:15-21:35 | 7,5 km esprint (dones)                 |
| 11 de febrer | 20:15-21:40 | 10 km esprint (homes)                  |
| 12 de febrer | 19:10-20:00 | 10 km persecució (dones)               |
| 12 de febrer | 21:00-21:50 | 12,5 km persecució (homes)             |
| 14 de febrer | 20:05-22:00 | 15 km individual (dones)               |
| 15 de febrer | 20:00-22:00 | 20 km individual (homes)               |
| 17 de febrer | 20:15-21:10 | 12,5 km sortida en grup (dones)        |
| 18 de febrer | 20:15-21:15 | 15 km sortida en grup (homes)          |
| 20 de febrer | 20:15-21:45 | Relleus mixtos (2 x 6 km./ 2 x 7,5 km) |
| 22 de febrer | 20:15-21:45 | Equips 4 x 6 km. (dones)               |
| 23 de febrer | 20:15-21:45 | Equips 4 x 7,5 km (homes)              |

## Participants
Un total de 219 atletes de 28 nacions prenen part en les proves de biatló. (el nombre d'atletes es mostra entre parèntesis).
- Alemanya (12)
- Atletes Olímpics de Rússia (4)
- Àustria (9)
- Bèlgica (2)
- Belarús (10)
- Bulgària (10)
- Canadà (10)
- Corea del Sud (6)
- Eslovàquia (10)
- Eslovènia (7)
- Estats Units (10)
- Estònia (6)
- Finlàndia (8)
- França (12)
- Itàlia (11)
- Japó (6)
- Kazakhstan (10)
- Letònia (3)
- Lituània (4)
- Noruega (11)
- Polònia (7)
- Regne Unit (1)
- Txèquia (11)
- Romania (6)
- Suècia (10)
- Suïssa (10)
- Ucraïna (11)
- R.P. de la Xina (2)

## Proves

### Categoria masculina
| Proves                   | Or                                                                            | Or        | Plata                                                                                | Plata     | Bronze                                                             | Bronze    |
| Individual detalls       | Johannes Thingnes Bø (NOR)                                                    | 48:03.8   | Jakov Fak (SLO)                                                                      | 48:09.3   | Dominik Landertinger (AUT)                                         | 48:18.0   |
| Esprint detalls          | Arnd Peiffer (GER)                                                            | 23:38.8   | Michal Krčmář (CZE)                                                                  | 23:43.2   | Dominik Windisch (ITA)                                             | 23:46.5   |
| Persecució detalls       | Martin Fourcade (FRA)                                                         | 32:51.7   | Sebastian Samuelsson (SWE)                                                           | 33:03.7   | Benedikt Doll (GER)                                                | 33:06.8   |
| Sortida en massa detalls | Martin Fourcade (FRA)                                                         | 35:47.3   | Simon Schempp (GER)                                                                  | 35:47.3   | Emil Hegle Svendsen (NOR)                                          | 35:58.5   |
| Relleus detalls          | SuèciaPeppe Femling · Jesper Nelin · Sebastian Samuelsson · Fredrik Lindström | 1:15:16.5 | NoruegaLars Helge Birkeland · Tarjei Bø · Johannes Thingnes Bø · Emil Hegle Svendsen | 1:16:12.0 | AlemanyaErik Lesser · Benedikt Doll · Arnd Peiffer · Simon Schempp | 1:17:23.6 |

### Categoria femenina
| Proves                   | Or                                                                              | Or        | Plata                                                             | Plata     | Bronze                                                                       | Bronze    |
| Individual detalls       | Hanna Öberg (SWE)                                                               | 41:07.2   | Anastasiya Kuzmina (SVK)                                          | 41:31.9   | Laura Dahlmeier (GER)                                                        | 41:48.4   |
| Esprint detalls          | Laura Dahlmeier (GER)                                                           | 21:06.2   | Marte Olsbu (NOR)                                                 | 21:30.4   | Veronika Vítková (CZE)                                                       | 32:32.0   |
| Persecució detalls       | Laura Dahlmeier (GER)                                                           | 30:35.3   | Anastasiya Kuzmina (SVK)                                          | 31:04.7   | Anaïs Bescond (FRA)                                                          | 31:04.9   |
| Sortida en massa detalls | Anastasiya Kuzmina (SVK)                                                        | 35:23.0   | Darya Domracheva (BLR)                                            | 35:41.8   | Tiril Eckhoff (NOR)                                                          | 35:50.7   |
| Relleus detalls          | BelarúsNadezhda Skardino · Iryna Kryuko · Dzinara Alimbekava · Darya Domracheva | 1:12:03.4 | SuèciaLinn Persson · Mona Brorsson · Anna Magnusson · Hanna Öberg | 1:12:14.1 | FrançaAnaïs Chevalier · Marie Dorin Habert · Justine Braisaz · Anaïs Bescond | 1:12:21.0 |

### Categoria mixta
| Proves          | Or                                                                           | Or        | Plata                                                                           | Plata     | Bronze                                              | Bronze    |
| Relleus detalls | FrançaMarie Dorin Habert · Anaïs Bescond · Simon Desthieux · Martin Fourcade | 1:08:34.3 | NoruegaMarte Olsbu · Tiril Eckhoff · Johannes Thingnes Bø · Emil Hegle Svendsen | 1:08:55.2 | ItàliaLisa Vittozzi · Dorothea Wierer · Lukas Hofer | 1:09:01.2 |

## Qualificacions
Un màxim de 230 atletes poden prendre part en aquestes proves dels Jocs, 115 homes i 115 dones. Els participants s'assignen en funció d'una combinació de les puntuacions obtingudes pels tres millors biatletes de cada país en la Copa del Món de Biatló en proves individuals, d'esprint i relleus, durant la temporada 2016-17. Les dotze últimes places dependran dels punts obtinguts durant la temporada següent.

## Medaller
| Posició | País       | Or | Argent | Bronze | Total |
| 1       | Alemanya   | 3  | 1      | 3      | 7     |
| 2       | França     | 3  | 0      | 2      | 5     |
| 3       | Suècia     | 2  | 2      | 0      | 4     |
| 4       | Noruega    | 1  | 3      | 2      | 6     |
| 5       | Eslovàquia | 1  | 2      | 0      | 3     |
| 6       | Belarús    | 1  | 1      | 0      | 2     |
| 7       | Txèquia    | 0  | 1      | 1      | 2     |
| 8       | Eslovènia  | 0  | 1      | 0      | 1     |
| 9       | Itàlia     | 0  | 0      | 2      | 2     |
| 10      | Àustria    | 0  | 0      | 1      | 1     |
| Total   | Total      | 11 | 11     | 11     | 33    |